# The Ways of Yore
The Ways of Yore (en inglés Las costumbres de antaño) es el duodécimo álbum de estudio de la banda noruega de black metal Burzum, lanzado en 2014 por el sello Byelobog Productions, perteneciente al líder de la banda Varg Vikernes. El álbum conserva el ambient y la música medieval que Vikernes comenzó a usar con el disco previo de Burzum, Sôl austan, Mâni vestan, aunque en esta oportunidad incluyó voces.
La carátula del álbum fue tomada de "Merlin and Vivien", un grabado hecho por el famoso artista francés Gustave Doré para el poema Idilios del rey, de Alfred Tennyson.

## Antecedentes
Varg Vikernes afirmó acerca de The Ways of Yore en el sitio oficial de Burzum:

The Ways of Yore es mi primer paso a través de algo nuevo, que al mismo tiempo es tan viejo como las raíces de Europa. Con The Ways of Yore intento transportar al oyente a los días de antaño, a hacerle sentir el pasado, que aún está vivo en su propia sangre.

El 12 de mayo de 2014 Vikernes publicó un sumario de 30 segundos para cada una de las canciones del álbum en su canal oficial de YouTube.
Las canciones "Emptiness" y "To Hel and Back Again" son versiones regrabadas de las canciones "Tomhet" (del álbum de 1994 Hvis Lyset Tar Oss) y "Til Hel og tilbake igjen" (de Fallen), respectivamente.

## Recepción crítica
Sobre el álbum, Allmusic escribió: "El pesimismo inherente del álbum no viene del odio ardiente y el aislamiento que alimentó los primeros álbumes de Burzum, pero transmite la misma intensidad a través de su uso del canto y los instrumentos tradicionales de la temprana música folk noruega, que se envuelven alrededor del uso de la firma electrónica del ambient de Vikernes para crear una red verdaderamente inspirada de sonido desgarrador."

## Lista de canciones
Todas las canciones escritas y compuestas por Varg Vikernes. 
| N.º     | Título                                                  | Duración |  |
| 1.      | «God from the Machine» (Dios de la Máquina)             | 1:40     |  |
| 2.      | «The Portal» (El Portal)                                | 2:19     |  |
| 3.      | «Heill Óðinn» (Salve Odín)                              | 3:11     |  |
| 4.      | «The Lady in the Lake» (La Dama en el Lago)             | 4:39     |  |
| 5.      | «The Comming of Ettins» (La Venida de los Jotun)        | 4:36     |  |
| 6.      | «The Reckoning of Man» (Los Cálculos del Hombre)        | 7:56     |  |
| 7.      | «Heil Freyja» (Salve Freyja)                            | 1:56     |  |
| 8.      | «The Ways of Yore» (Las costumbres de antaño)           | 6:11     |  |
| 9.      | «Ek Fellr (I am falling)» (Me estoy cayendo)            | 2:54     |  |
| 10.     | «Hall of the Fallen» (Muro de los Caídos)               | 5:06     |  |
| 11.     | «Autumn Leaves» (Hojas de otoño)                        | 4:50     |  |
| 12.     | «Emptiness» (Vacío)                                     | 13:13    |  |
| 13.     | «To Hel and back again» (Hacia el Helheim y de regreso) | 10:44    |  |
| 1:08:35 |                                                         |          |  |

## Alineación
- Varg Vikernes — todos los instrumentos y voces